# Паневропски коридор VII
Коридор VII или Дунавски коридор је један од најважнијих европских путева, а заједно са Рајном и Мајном то је најважнији водени пут на континенту. То је, заправо, река Дунав у дужини од 2300 km.
Најважније луке на овом коридору су: Улм, Регензбург, Пасау, Линц, Беч, Братислава, Будимпешта, Апатин, Нови Сад, Београд, Смедерево,Видин, Русе, Ђурђу, Браила, Галац, Измаил.